# Saint-Maurice-sur-Huisne
Saint-Maurice-sur-Huisne település Franciaországban, Orne megyében. Lakosainak száma 71 fő (2013). Saint-Maurice-sur-Huisne Bellou-sur-Huisne, Colonard-Corubert, Courcerault és Maison-Maugis községekkel határos.

## Népesség
A település népessége az elmúlt években az alábbi módon változott:
| Lakosok száma | 138  | 136  | 87   | 98   | 102  | 65   | 72   | 71   |
|               | 1962 | 1968 | 1975 | 1982 | 1990 | 1999 | 2008 | 2013 |